# تمرين اللاطة

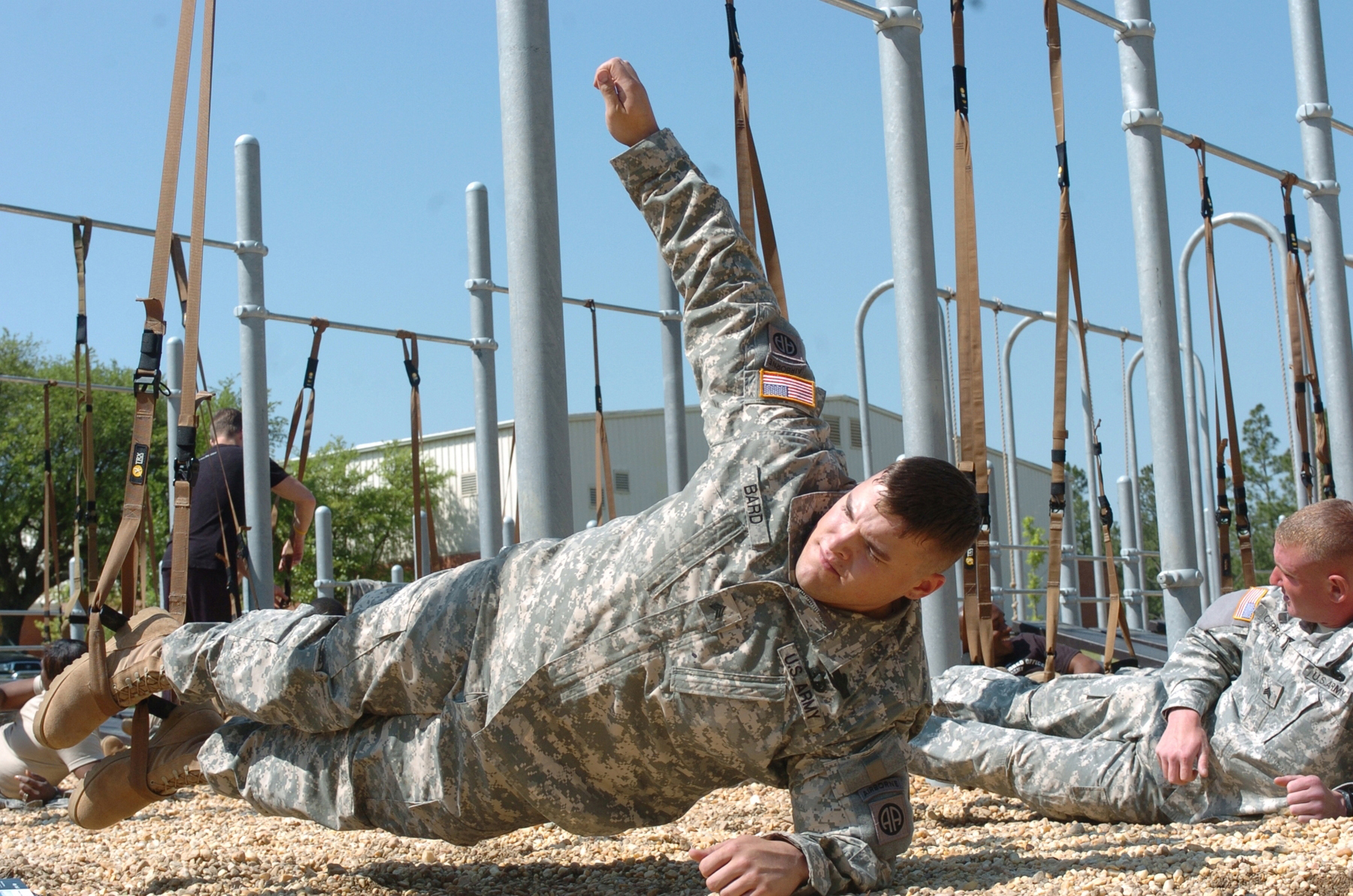
تمرين لوح الخشب الجانبي.

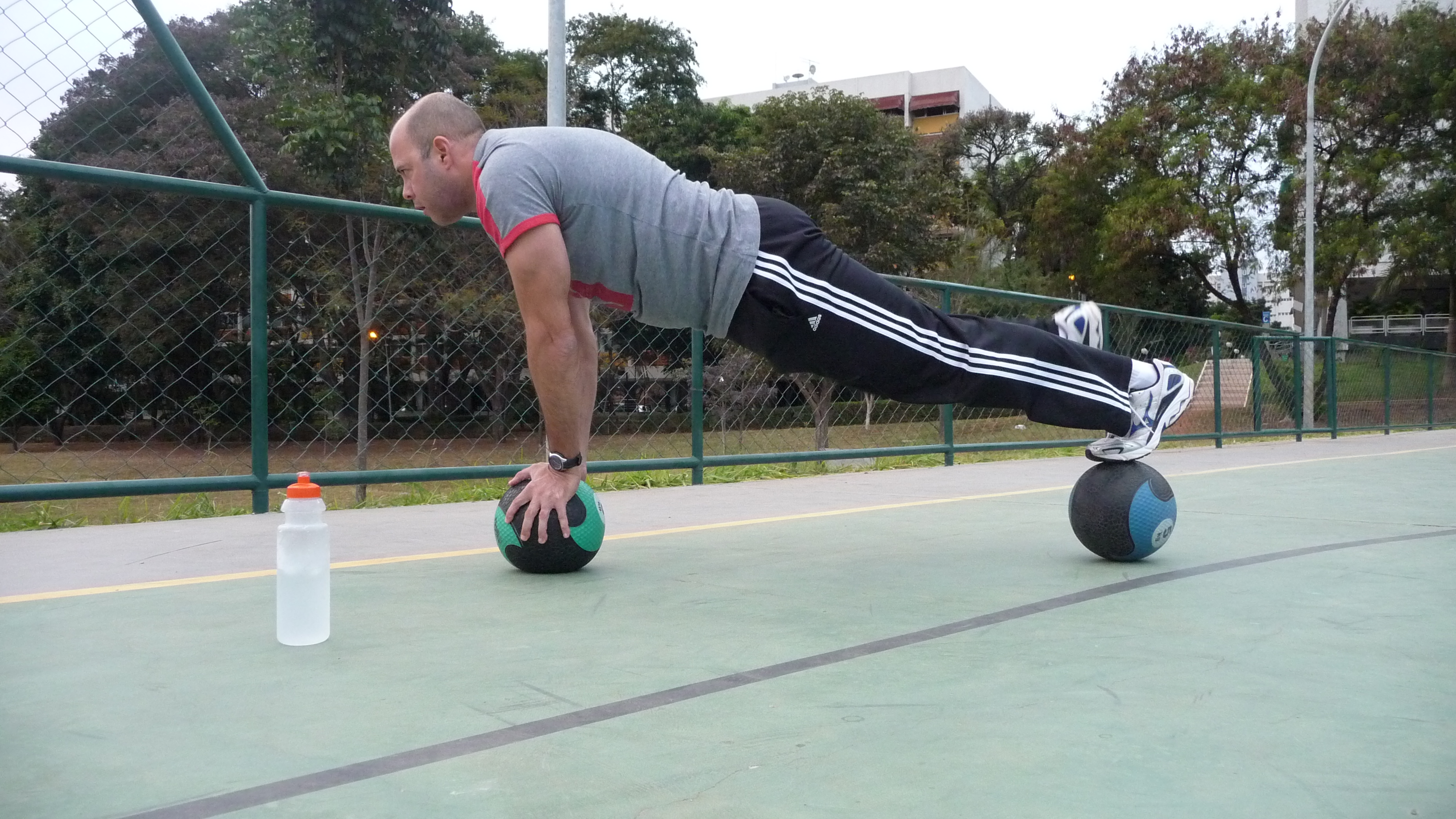
لوح الخشب الكرة الطبية.

تمرين اللاطة (بالإنجليزية: Plank)‏ (نقحرة: بلانك) هو تمرين من تمارين القوة التي تقوم على تقوية عضلات البطن بشكل مباشر ويتدخل الظهر وبعض من عضلات الكتف بشكل غير مباشر، ويتم تنفيذه بواسطة الاستلقاء على البطن ومن ثم رفع البطن عن الأرض والاعتماد على أصابع الرجلين واليدين (على الراحتين أو المرفقين) مع الحفاظ على استقامة الجسم.
يرى بعض المدربين أن القدرة على القيام بهذا التمرين لمدة دقيقتين تميز بين اللائق بدنيا وغيره.